# Nordenskiöld-Archipel
Der Nordenskiöld-Archipel (russisch архипелаг Норденшельда/ archipelag Nordenschelda) ist eine russische Inselgruppe im Nordosten der Karasee, zwischen Taimyrhalbinsel und Sewernaja Semlja.

## Geographie

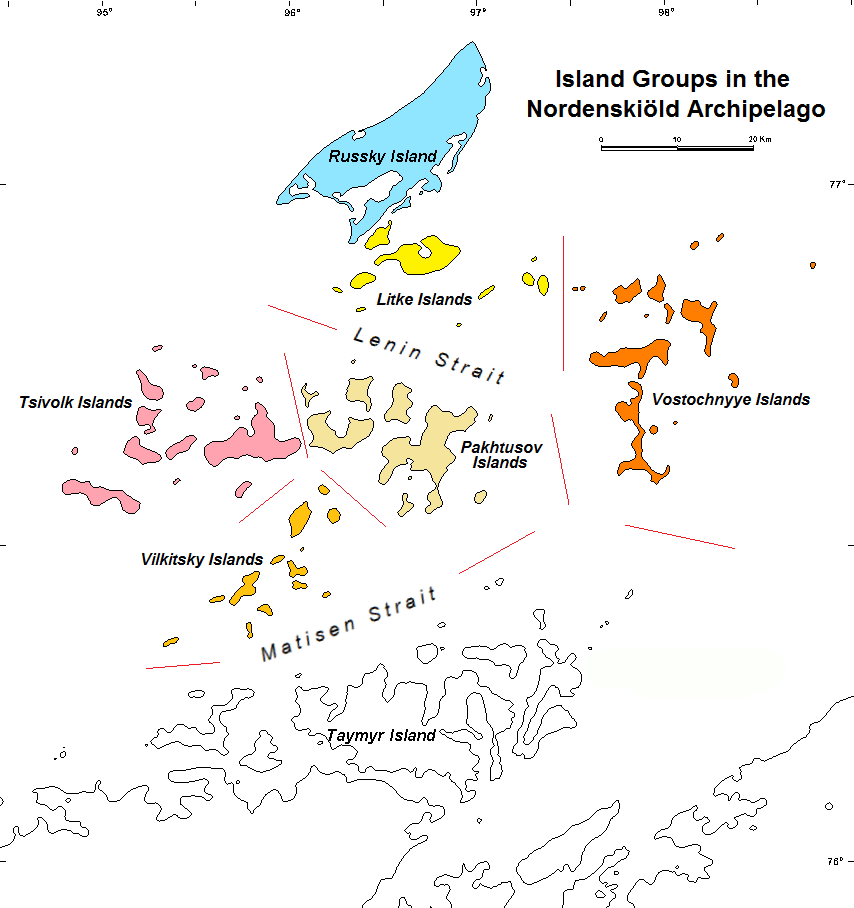
Gruppen des Nordenskiöld-Archipels

Der nach dem Erstdurchfahrer der Nordostpassage Adolf Erik Nordenskiöld benannte Archipel erstreckt sich über knapp 100 Kilometer in west-östlicher und etwa 80 Kilometer in nord-südlicher Richtung. Die etwa 90 Inseln bilden mehrere Gruppen. Nördlichste Insel ist Russki (die Russische Insel), südlich davon liegen die Lütke-Inseln, die Ziwolka-Inseln, die Pachtussow-Inseln, die Wostotschnyje-Inseln (Ostinseln) und schließlich im Süden des Archipels die Wilkizki-Inseln. Vom Festland bzw. den vorgelagerten Inseln, wie Taimyr, ist der Archipel durch die 10 bis 20 Kilometer breite Matissenstraße getrennt.
Auf der zu den Wilkizki-Inseln gehörenden Insel Tschabak liegt der mit 107 m höchste Punkt des Archipels.

## Geschichte
Der Archipel (bis zur Insel Russki) wurde erstmals im Frühjahr 1740 von Nikifor Tschekin, einem Begleiter Semjon Tscheljuskins, im Rahmen der Großen Nordischen Expedition erreicht und beschrieben.
Während der Überwinterung des Schoners Sarja nahe der Taimyrhalbinsel im Jahre 1900 wurde der Archipel intensiv erforscht. Expeditionsleiter Eduard von Toll sandte Kapitän Fjodor Matissen zur hydrographischen, geographischen und geologischen Untersuchung des Nordenskiöld-Archipels aus. Mit Hundeschlitten querte Matissen das Eis zwischen den Inseln, vermaß dabei fast alle Inseln und stellte sie kartographisch dar. Matissen entdeckte auch neue Inseln. Vierzig wurden von ihm benannt. Er teilte den Archipel in die vier  heute gebräuchlichen fünf Gruppen. Ab den 1930er Jahren waren sowjetische Expeditionen mit den Eisbrechern Georgi Sedow und Toros im Archipel tätig, wobei einige Inseln nach kommunistischen Persönlichkeiten benannt wurden.
An der Nordspitze von Russki befand sich von 1935 bis 1999 eine Wetterstation. Seit 1940 gab es auch eine temporäre Station (nur im Sommer) auf der südöstlichsten Insel des Archipels, der Tyrtow-Insel, die jedoch noch vor 1975 aufgegeben wurde. Ansonsten sind die Inseln unbewohnt.
Seit dem 11. Mai 1993 bildet der gesamte Archipel mit etwa 500.000 Hektar einen der Abschnitte  des insgesamt über vier Millionen Hektar großen Naturschutzgebietes Großer Arktischer Sapowednik (russ. Большой Арктический заповедник/ Bolschoi Arktitscheski sapowednik). BirdLife International weist ihn als Important Bird Area (RU011) aus.